# 박근일
박근일 (1997년 6월 27일~ )은 대한민국의 스타크래프트 II 프로게이머이다. 아이디는 SpeeD이며 종족은 테란이다.
2013년 삼성전자 칸(현 삼성 갤럭시)에 입단하여 프로게이머 활동을 시작했다.
그 후 팀을 나와 무소속으로 지내다가 2015년 KT 롤스터에 입단했다.
2016년 4월 팀에서 탈퇴, 무소속 신분이 되었다.

## 주요 경력
- 2016 핫식스 글로벌 스타크래프트 II 리그 시즌 1 코드 S 16강
- 2016 핫식스 글로벌 스타크래프트 II 리그 시즌 2 코드 S 32강